# Радиоволны

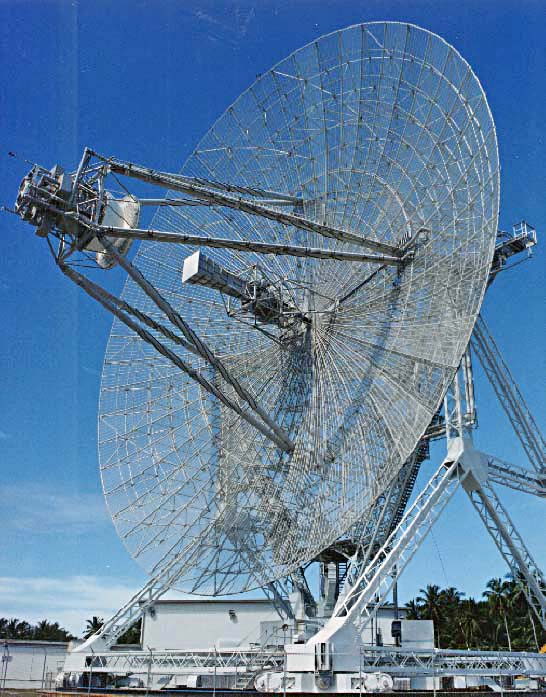
Антенна радиолокационной станции

Непрозрачность атмосферы Земли для различных длин волн электромагнитного излучения, включая радиоволны

Анимированная схема излучения радиоволн

Радиово́лны — электромагнитные волны с частотами до 3 ТГц, распространяющиеся в пространстве без искусственного волновода. Радиоволны в электромагнитном спектре располагаются от крайне низких частот вплоть до инфракрасного диапазона. С учётом классификации Международным союзом электросвязи радиоволн по диапазонам, к радиоволнам относят электромагнитные волны с частотами от 30 кГц до 3 ТГц, что соответствует длине волны от 10 километров до 0,1 миллиметра.
В широком смысле радиоволнами являются всевозможные волновые процессы электромагнитного поля в аппаратуре (например, в волноводных устройствах, в интегральных схемах СВЧ и др.), в линиях передачи и, наконец, в природных условиях, в среде, разделяющей передающую и приёмную антенны.
Радиоволны, являясь электромагнитными волнами, распространяются в вакууме со скоростью света. Естественными источниками радиоволн являются вспышки молний и астрономические объекты. Искусственно созданные радиоволны используются для стационарной и подвижной радиосвязи, радиовещания, радиолокации, радионавигации, спутниковой связи, организации беспроводных компьютерных сетей и в других бесчисленных приложениях.
В зависимости от значения частоты (длины волны) радиоволны относят к тому или иному диапазону радиочастот (диапазону длин волн). Можно также вести классификацию радиоволн по способу распространения в свободном пространстве и вокруг земного шара.

## Диапазоны радиочастот и длин радиоволн
Радиочастоты — частоты или полосы частот в диапазоне от 3 кГц до 3000 ГГц, которым присвоены условные наименования. Этот диапазон соответствует частоте переменного тока электрических сигналов для вырабатывания и обнаружения радиоволн. Так как большая часть диапазона лежит за границами волн, которые могут быть получены при механическом колебании, радиочастоты обычно относятся к электромагнитным колебаниям.
Закон РФ «О связи» устанавливает следующие понятия, относящиеся к радиочастотам:
- радиочастотный спектр — совокупность радиочастот в установленных Международным союзом электросвязи пределах, которые могут быть использованы для функционирования радиоэлектронных средств или высокочастотных устройств;
- радиочастота — частота электромагнитных колебаний, устанавливаемая для обозначения единичной составляющей радиочастотного спектра;
- распределение полос радиочастот — определение предназначения полос радиочастот посредством записей в Таблице распределения полос радиочастот между радиослужбами Российской Федерации, на основании которых выдаётся разрешение на использование конкретной полосы радиочастот, а также устанавливаются условия такого использования.

Использование диапазонов по радиослужбам регламентируется Регламентом радиосвязи Российской Федерации и международными соглашениями.
По регламенту Международного союза электросвязи радиоволны разделены на диапазоны границами от 0,3·10N Гц до 3·10N Гц шириной в одну декаду, где N — номер диапазона. Российский ГОСТ 24375-80 почти полностью повторяет эту классификацию.
| №  | Обозначение МСЭ | Диапазон длин волн     | Название диапазона волн | Диапазон частот | Название диапазона частот                                            | Энергия фотона, {\displaystyle E=h\nu } | Применение |
| -- | --------------- | ---------------------- | ----------------------- | --------------- | -------------------------------------------------------------------- | --------------------------------------- | --- |
| 1  | ELF             | 100 000 км — 10 000 км | Декамегаметровые        | 3—30 Гц         | Крайне низкие (КНЧ)                                                  | 12,4 фэВ — 124 фэВ                      | Связь с подводными лодками, геофизические исследования |
| 2  | SLF             | 10 000 км — 1000 км    | Мегаметровые            | 30—300 Гц       | Сверхнизкие (СНЧ)                                                    | 124 фэВ — 1,24 пэВ                      | Связь с подводными лодками, геофизические исследования |
| 3  | ULF             | 1000 км — 100 км       | Гектокилометровые       | 300—3000 Гц     | Инфранизкие (ИНЧ)                                                    | 1,24 пэВ — 12,4 пэВ                     | Связь с подводными лодками |
| 4  | VLF             | 100 км — 10 км         | Мириаметровые           | 3—30 кГц        | Очень низкие (ОНЧ)                                                   | 12,4 пэВ — 124 пэВ                      | Служба точного времени, радиосвязь с подводными лодками |
| 5  | LF              | 10 км — 1 км           | Километровые            | 30—300 кГц      | Низкие (НЧ)                                                          | 124 пэВ — 1,24 нэВ                      | Радиовещание, радиосвязь земной волной, радионавигация |
| 6  | MF              | 1000 м — 100 м         | Гектометровые           | 300—3000 кГц    | Средние (СЧ)                                                         | 1,24 нэВ — 12,4 нэВ                     | Радиовещание и радиосвязь земной волной и ионосферная |
| 7  | HF              | 100 м — 10 м           | Декаметровые            | 3—30 МГц        | Высокие (ВЧ)                                                         | 12,4 нэВ — 124 нэВ                      | Радиовещание и радиосвязь ионосферная, загоризонтная радиолокация |
| 8  | VHF             | 10 м — 1 м             | Метровые                | 30—300 МГц      | Очень высокие (ОВЧ)                                                  | 124 нэВ — 1,24 мкэВ                     | Телевидение, радиовещание, радиосвязь тропосферная и прямой волной, УВЧ-терапия |
| 9  | UHF             | 1000 мм — 100 мм       | Дециметровые            | 300—3000 МГц    | Ультравысокие (УВЧ)                                                  | 1,24 мкэВ — 12,4 мкэВ                   | Телевидение, радиосвязь тропосферная и прямой волной, мобильные телефоны, микроволновые печи, спутниковая навигация |
| 10 | SHF             | 100 мм — 10 мм         | Сантиметровые           | 3—30 ГГц        | Сверхвысокие (СВЧ)                                                   | 12,4 мкэВ — 124 мкэВ                    | Радиолокация, интернет, спутниковое телевещание, радиосвязь спутниковая и прямой волной, беспроводные компьютерные сети |
| 11 | EHF             | 10 мм — 1 мм           | Миллиметровые           | 30—300 ГГц      | Крайне высокие (КВЧ)                                                 | 124 мкэВ — 1,24 мэВ                     | Радиоастрономия, высокоскоростная радиорелейная связь, радиолокация (метеорологическая, управление вооружением), медицина, спутниковая радиосвязь                                                                                 |
| 12 | THF             | 1 мм — 0,1 мм          | Децимиллиметровые       | 300—3000 ГГц    | Гипервысокие частоты, длинноволновая область инфракрасного излучения | 1,24 мэВ — 12,4 мэВ                     | Экспериментальная «терагерцовая камера», регистрирующая изображение в длинноволновом ИК (которое излучается теплокровными организмами, но, в отличие от более коротковолнового ИК, не задерживается диэлектрическими материалами) |

Классификация ГОСТ 24375-80 не получила широкого распространения и в ряде случаев вступает в противоречие с национальными стандартами (ГОСТ) в области радиоэлектроники. Традиционные обозначения радиочастотных диапазонов на Западе сложились в ходе Второй мировой войны. В настоящее время они закреплены в США стандартом IEEE, а также международным стандартом ITU.
На практике под низкочастотным диапазоном часто подразумевают диапазон звуковых частот, под высокочастотным — весь радиодиапазон, от 30 кГц и выше, в том числе, диапазон ВЧ. В отечественной литературе диапазоном СВЧ в широком смысле иногда называют диапазоны УВЧ, СВЧ и КВЧ (от 0,3 до 300 ГГц), на Западе этому соответствует широко распространённый термин микроволны.
Также в отечественной учебной и научной литературе сложилась классификация диапазонов, согласно которой мириаметровые волны называют сверхдлинными волнами (СДВ), километровые — длинными волнами (ДВ), гектометровые — средними волнами (СВ), декаметровые — короткими волнами (КВ), а все остальные, с длинами волн короче 10 м, относят к ультракоротким волнам (УКВ).

## Классификация по способу распространения
- Прямые волны — радиоволны, распространяющиеся в свободном пространстве от одного предмета к другому, например от одного космического аппарата к другому, в некоторых случаях, от земной станции к космическому аппарату и между атмосферными аппаратами или станциями. Для этих волн влиянием атмосферы, посторонних предметов и Земли можно пренебречь.
- Земные, или поверхностные — радиоволны, распространяющиеся вдоль сферической поверхности Земли и частично огибающие её вследствие явления дифракции. Способность волны огибать встречаемые препятствия и дифрагировать вокруг них, как известно, определяется соотношением между длиной волны и размерами препятствий: чем меньше длина волны, тем слабее проявляется дифракция. По этой причине волны диапазона УВЧ и более высокочастотных диапазонов очень слабо дифрагируют на поверхности земного шара и дальность их распространения в первом приближении определяется расстоянием прямой видимости (прямые волны).
- Тропосферные — радиоволны диапазонов ОВЧ и УВЧ, распространяющиеся за счёт рассеивания на неоднородностях тропосферы на расстояние до 1000 км.
- Ионосферные или пространственные — радиоволны длиннее 10 м, распространяющиеся вокруг земного шара на сколь угодно большие расстояния за счёт однократного или многократного отражения от ионосферы и поверхности Земли.
- Направляемые — радиоволны, распространяющиеся в направляющих системах (радиоволноводах).

## Классификация по виду модуляции
При передаче с помощью радиоволн могут использоваться разные виды модуляций, с помощью которых содержательная информация «упаковывается» для доставки конечному получателю: амплитудная, частотная, однополосная и ряд других. Выбор модуляции определяет устойчивость к помехам, ширину используемой частоты, мощность и другие параметры.